# Tero Konttinen
Tero Konttinen (* 14. Juni 1985 in Helsinki) ist ein finnischer Eishockeyspieler, der seit Oktober 2011 bei den Herning Blue Fox in der dänischen AL-Bank Ligaen unter Vertrag steht.

## Karriere
Tero Konttinen begann seine Karriere als Eishockeyspieler in der Jugend von Jokerit Helsinki, in dessen Nachwuchsmannschaften er von 2000 bis 2005 aktiv war und mit dessen B-Jugend er 2003 Finnischer Meister wurde. In der Saison 2005/06 gab der Verteidiger sein Debüt in der SM-liiga für Jokerits Profimannschaft. Zudem spielte Konttinen in dieser Spielzeit für Kiekko-Vantaa in der Mestis. Im Sommer 2006 erhielt er einen Vertrag bei Jokertis Ligarivalen Ässät Pori, für den er die folgenden eineinhalb Jahre in der höchsten finnischen Liga auf dem Eis stand, bevor er im Laufe der Saison 2007/08 zu TPS Turku wechselte.
Nachdem der Linksschütze zu Beginn der Saison 2008/09 zunächst erneut für TPS Turku, sowie anschließend für Djurgårdens IF in der schwedischen Elitserien und KooKoo Kouvola in der Mestis gespielt hatte, wurde er vom finnischen Erstligisten Espoo Blues verpflichtet, für die er bis zum Saisonende in 18 Spielen insgesamt fünf Torvorlagen gab. In der Saison 2009/10 ging Konttinen für Jokipojat in der Mestis aufs Eis und gewann zum Saisonende mit der Mannschaft die Meisterschaft der zweithöchsten finnischen Liga. Zur folgenden Saison wechselte der Finne zum IK Oskarshamn in die schwedische HockeyAllsvenskan. Für die Saison 2011/12 wechselte er zunächst innerhalb der zweiten schwedischen Spielklasse zu den Malmö Redhawks, bevor er im Oktober 2011 einen Vertrag beim dänischen Erstligisten Herning Blue Fox unterschrieb.

## Erfolge und Auszeichnungen
- 2003 Finnischer B-Junioren-Meister mit Jokerit Helsinki
- 2010 Meister der Mestis mit Jokipojat

## Statistik
(Stand: Ende der Saison 2010/11)